# Milan Sunko (slikar)
Milan Sunko (Zidani Most, 5. prosinca 1860. – Zagreb, 9. ožujka 1891.), bio je hrvatski slikar, grboslovni umjetnik, numizmatičar i sakupljač.
Rođen je kao deseto dijete u obitelji svoga oca veletrgovca, koja se uskoro preselila u Sisak. Pučku školu pohađao je u Petrinji, a srednju u Rijeci, za boravka u kojoj se 1873. zarazio vodenim kozicama, preboljenjem kojih ostaje djelomično oštećena sluha. God. 1875. upisuje se na Bečku akademiju, isprva u klasi arhitekta, prof. Johanna Petschenigga, a kasnije slikara, prof. Hansa Kleina. Uslijed očevih novčanih poteškoća okrenuo se oslikavanju grbova, isprva za bečku umjetničku kuću sv. Norberta, a kasnije i kao slobodni umjetnik. 
Unatoč oštećenju sluha, 1881. služi obvezni vojni rok u Bosni, završetkom kojega radi u Bosni i Hrvatskoj, slikajući akvarele i crteže tintom, pretežno pejzaža. Zahvaljujući novčanoj potpori ravnatelja Hrvatskoga državnoga arhiva Ivana Bojničića Kninskoga, mogao si je priuštiti povremene terapije na svježemu zraku. God. 1890. odlazi na studijsko putovanje u Italiju. Sljedeće godine, na međunarodnoj izložbi u Zagrebu izlaže šesnaest akvarela.
Preminuo je od uznapredovale sušice. Zalaganjem dr. Kršnjavog, Hrvatska zemaljska vlada novčano je podupirala Sunkovo liječenje te u konačnici i pokrila troškove njegova pokopa na zagrebačkomu Mirogoju.